# Хейворд, Джастин
Джа́стин Дэ́вид Хе́йворд (англ. Justin David Hayward; род. 14 октября 1946 года, Суиндон, Великобритания) — английский музыкант, наиболее известный как гитарист, солист и композитор рок-группы The Moody Blues.

## Биография

### Ранние годы
Джастин Хейворд родился 14 октября 1946 года на юго-западе Англии, в городе Суиндон, графство Уилтшир. Свой первый урок игры на пианино мальчик получил в семь лет, затем самостоятельно освоил укулеле, а в девятилетнем возрасте переключился на гитару. Подростком Джастин выступал с местными группами Суиндона в клубах и танцевальных залах, исполняя в основном песни Бадди Холли.
В 17 лет он, сочинив несколько песен, показал их «королю скиффла» и продюсеру звукозаписи Лонни Донегану. Лонни материал понравился, и он подписал с Хейвордом восьмилетний контракт на издание его песен. Донеган даже хотел взять их в свой репертуар, но Джастин настоял на собственном исполнении, а Лонни досталась роль продюсера. Позже Хейворд сожалел об этом контракте, поскольку, согласно условиям, права на все его песни, написанные до 1974 года, стали принадлежать Donegan's Tyler Music. На самом деле из этого сотрудничества всё равно ничего путного не вышло, состряпанные с помощью Донегана синглы "London Is Behind Me" и "I Can't Face the World Without You" с треском провалились.
По окончании школы, в 1965 году, Джастин откликнулся на объявление в журнале Melody Maker и прошёл прослушивание в качестве гитариста Марти Уайлда. Затем он продолжил работать с Уайлдом и его женой в The Wild Three.

### The Moody Blues (1966—1974)
В 1966 году Джастин ответил на другое объявление в Melody Maker, на этот раз размещённое Эриком Бёрдоном из группы The Animals. Однако пристроиться гитаристом к Бёрдону Джастину не удалось, и лидер The Animals перенаправил парня к Майку Пиндеру из The Moody Blues. В этот раз обстоятельства для Хейворда сложились удачно. Майк Пиндер связался с Джастином, услышав его демо, а несколько дней спустя Хейворд заменил Денни Лэйна в The Moody Blues. В это же время к группе присоединился басист Джон Лодж, заменивший Клинта Уорика.
Интеграция в группу Хейворда, равно как и Джона Лоджа, а также использование Пиндером меллотрона привели к огромному коммерческому успеху и признанию The Moody Blues, превратив их в один из самых популярных поп-коллективов своего времени. Именно в The Moody Blues Джастин проявил себя как талантливый композитор. Такие синглы, как "Nights in White Satin" и "Tuesday Afternoon", сочинённые Хейвордом, вскоре вошли в золотой фонд группы. За ними последовали и другие хиты, к которым Джастин приложил руку: "Question", "Voices in the Sky", "Driftwood", "The Voice", "Blue World", "Your Wildest Dreams", "I Know You're Out There Somewhere" и т. д.

### Сольные проекты. Воссоединение с The Moody Blues
В 1974 году коллектив решил приостановить свою деятельность. Тем не менее Хейворд, Джон Лодж и продюсер Тони Кларк всё ещё сотрудничали в создании музыки, похожей на достижения The Moody Blues. Джастин, скооперировавшись с Джоном Лоджем, в 1975 году выпустил пластинку Blue Jays, сопровождавшуюся хитовым синглом "Blue Guitar". Tандем Хейворд—Лодж продолжил своё сотрудничество при создании альбомов The Moody Blues в 1980-х и 1990-х годах. Хейворд также написал четыре песни с другим участником группы — Рэем Томасом.
В 1977 году Джастин записал свой первый сольный лонгплей Songwriter, который отличался от работ The Moody Blues упрощённо-акустическим звучанием. Все партии в альбоме музыкант исполнил в одиночку.
В следующем 1978 году группа The Moody Blues вернулась из отпуска, а Хейворд достиг своего сольного успеха, работая с Джеффом Уэйном над концептуальным альбомом музыкальной версии War of the Worlds; здесь он исполнил песни "Forever Autumn" и "Eve of the War". Позднее Уэйн в качестве продюсера сотрудничал с Хейвордом при создании его альбома Night Flight (1980).
В 1980-х Хейворд выступал и сочинял для телевидения. Хорошими примерами этого являются песня "It Won't Be Easy", использованная в сериале «Звёздная полиция» (англ. Star Cops), который транслировался на канале BBC Two, и песня "Something Evil, Something Dangerous", использованная в фильме «Вой 4» (англ. Howling IV: The Original Nightmare), а также музыка для «Город башмачков» (англ. The Shoe People). В 1985 году музыкант выпустил свой третий сольный альбом — Moving Mountains, который был гораздо ближе к творчеству The Moody Blues и напоминал опусы группы начала 1970-х.
В 1989 году Хейворд совместно с Майком Бэттом и Лондонским филармоническим оркестром записал альбом Classic Blue, который содержал только собственные версии песен, написанных другими авторами, включая разработку хита Led Zeppelin "Stairway to Heaven". Последний студийный сольный альбом Джастина Хейворда The View from the Hill был выпущен в 1996 году. Два года спустя появился концертный альбом Live In San Juan Capistrano, который включал песни из репертуара The Moody Blues, один трек из The War of the Worlds и несколько песен из сольного багажа.
В последующие годы Хейворд гастролировал как в одиночку, так и вместе с группой, причём его сольные туры проходили в основном в акустике. Хейворд также работал с Риком Уэйкманом над альбомом Return to the Centre of the Earth (1999). В 2003 году вместе с другими вокалистами и оркестром из Франкфурта он записал альбом Justin Hayward and Friends Perform the Hoods of Moody Blues. Первоначально Хейворду отказали в оплате за его участие в записи, и эту проблему он был вынужден решать в суде.
В апреле 2006 года Хейворд, «раскручивая» музыкальную версию The War of the Worlds Джеффа Уэйна, принял участие в туре, который он повторил в 2007 году в Австралии, в декабре 2007-го и в июне 2009-го в Великобритании. Музыкант принял участие в гастролях по тому же маршруту в ноябре и декабре 2010 года.
В 2013-м Хейворд выпустил диск Spirits of the Western Sky; пластинку записывали в Генуе и Нашвилле, и американская часть студийных записей дала о себе знать уклоном в кантри и блюграсс. В 2014 году вышел концертный альбом Spirits… Live, а в 2016-м Хейворд подготовил ретроспективный сборник All the Way; в него, помимо сольных треков, записей с оркестром и классики The Moody Blues, вошла новая песня "The Wind of Heaven".
За свою полувековую историю The Moody Blues выпустила 16 студийных альбомов и добилась большого успеха. В начале нового тысячелетия группа превратилась в трио (Хейворд, Лодж, Грэм Эдж) и в этом составе осенью 2003 года выпустила свой последний студийный альбом December. После этого группа продолжала гастролировать вплоть до 2018 года. В 2018 году включена в Зал славы рок-н-ролла.

## Личная жизнь
19 декабря 1970 года Джастин Хейворд женился на модели Энн Мари Гиррон. 3 декабря 1972 года у них родилась дочь Дореми, которая поёт в треке "Raised on Love" из альбома Хейворда Songwriter 1977 года.
В 2013 году Хейворд рассказал о своём обучении в 1967-м трансцендентальной медитации вместе с другими членами The Moody Blues.
У Хейворда два дома — во Франции и в Корнуолле.

## Награды
Первую из многочисленных наград Хейворд получил в 1974 году от Американского общества композиторов, авторов и издателей (ASCAP) за написание песен. В 1985 году группа The Moody Blues была удостоена Премии Айвора Новелло за выдающийся вклад в музыку, а в 1988-м Хейворд среди других наград получил Новелло как композитор года (за песню "I Know You're Out There Somewhere"). В 2000 году он был одним из немногих британских артистов, получивших от ASCAP награду «Золотая нота» (Golden Note) за достижения в течение жизни. В 2004 году Хейворд был награждён «Золотым значком» (Gold Badge) для авторов песен, композиторов и писателей, а в 2013-м он за выдающиеся достижения во второй раз стал обладателем Премии Айвора Новелло.

## Сольная дискография
- 1975 — Blue Jays (с Джоном Лоджем)
- 1977 — Songwriter
- 1980 — Night Flight
- 1985 — Moving Mountains
- 1989 — Classic Blue (с Майком Бэттом)
- 1996 — The View from the Hill
- 1998 — Live in San Juan Capistrano
- 2003 — Justin Hayward and Friends Sing the Moody Blues Classic Hits
- 2013 — Spirits of the Western Sky
- 2016 — All the Way